# ピエトロ・アレティーノの肖像
『ピエトロ・アレティーノの肖像』（伊: Ritratto di Pietro Aretino, 英: Portrait of Pietro Aretino）は、イタリア、ルネサンス期の巨匠ティツィアーノ・ヴェチェッリオが1545年に制作した肖像画である。油彩。ティツィアーノを代表する肖像画の1つで、トスカーナの作家、詩人、劇作家、風刺作家のピエトロ・アレティーノの依頼で制作された。肖像画は1545年4月に完成し、同年10月に依頼者本人によってトスカーナ大公コジモ1世・デ・メディチに贈られた。現在はフィレンツェのパラティーナ美術館に所蔵されている。またスイスのバーゼル市立美術館とニューヨークのフリック・コレクションに別のバージョンが所蔵されている。

## 人物
ピエトロ・アレティーノがローマを訪れたのは1517年のことである。風刺の才能に恵まれたアレティーノは当時の主要な政治家や宗教的人物を嘲笑することで作家としてのキャリアをスタートさせ、最終的に「王子の惨劇」として知られるまでになった。しかし敵も多く、1525年に命を狙われたアレティーノはローマを去り、ヴェネツィアに移った。アレティーノはティツィアーノと親交を結ぶと、国家元首や友人に贈るためにしばしば肖像画を依頼した。他にもセバスティアーノ・デル・ピオンボ、ティントレット、ジョルジョ・ヴァザーリ、フランチェスコ・サルヴィアーティ、モレット・ダ・ブレシアにも肖像画を依頼している。ティツィアーノは少なくともアレティーノの肖像画を3枚制作し、また2つの大きな作品の中にアレティーノを描いている。

## 作品
本作品はティツィアーノの肖像画の傑作の1つと見なされている。ティツィアーノはピエトロ・アレティーノの特徴を明確に捉えており、アレティーノの自堕落な好色家というイメージを好意的に処理している。長いあごひげは彼の活力を強調し、首に掛けられた重量のある金の鎖のネックレス、そして彼の体格を包む広い深紅の外套をまとわせ、誇らしげで毅然としたポーズで配置している。金のネックレスはおそらく1538年にアレティーノがフランス国王フランソワ1世から賜ったものであり、深紅の外套はヴェネツィアの貴族であることを表している。アレティーノとは親しい間柄であり、ティツィアーノのもとに足しげく通っていたため、ティツィアーノは肖像画を描く際に理想化に頼る必要はなく、強烈な印象を放つ肖像画を素早く制作することができた。本作品がティツィアーノのキャリアの後期に属する作品であることは、未完成のまま残された外套の描写で証明されている。ティツィアーノの筆さばきは大ぶりだが、生地の折り目や光の反射の表現は卓越している。
コジモ1世に宛てた手紙の中でアレティーノは肖像画について「私が実際に与えた報酬がもっとあったなら、触筆はより明るく、柔らかく、よりしっかりしたものになっていたでしょう」と、ティツィアーノは受け取った報酬に比例して描いたと冗談を言った。これをティツィアーノの後期の作品で顕著になっていく「未完成」のまま残す様式を、芸術家の友人であり崇拝者であるアレティーノが完全に理解していなかった証拠でないとするならば、絵画を丁寧に仕上げるフィレンツェの画家アーニョロ・ブロンズィーノの作品を見慣れているコジモ1世に対するアレティーノ流の配慮であろう。
事実、アレティーノはこの肖像画を大変に気に入り、コジモ1世への手紙の中で絵画のイメージがまさに自分の似姿であり、「自分が実際の人生でそうしているように、息をして、脈打ち、精神を動かしている」と語り、またパオロ・ジョーヴィオに対しては、自分がこの作品に心から満足しており、大いなる魂の絵筆から生み出された奇跡だと語っている。

## 来歴
本作品はパラティーナ美術館のティツィアーノの『イッポーリト・デ・メディチの肖像』（Portrait of Cardinal Ippolito de' Medici）とともに、当初からフィレンツェのメディチ家のために制作され、そのまま現在まで所蔵されている事実上唯一のティツィアーノの作品である。ジョルジョ・ヴァザーリはコジモ1世の貴重品収蔵室で絵画を見ており、『画家・彫刻家・建築家列伝』で称賛している。1697年6月20日にピッティ宮殿に移されたのち、1800年から1802年にかけてナポレオンの旧施設廃絶のためにパレルモに移されたが、幸いフランスに運ばれることはなく、最終的に1956年に現在の展示場所に移された。

## 別バージョン
バーゼル版はおそらくティツィアーノによるアレティーノの最初の肖像画であり、1527年にマントヴァ侯爵フェデリコ2世・ゴンザーガに贈るために制作されたものと推定されている。フリック・コレクション版は1537年頃の作品で、ティツィアーノとアレティーノの共通の友人である出版業者フランチェスコ・マルコリーニ（Francesco Marcolini）のために制作された。ヴァザーリはこのバージョンがパラティーナ版ほど美しくはないと述べている。

## ギャラリー

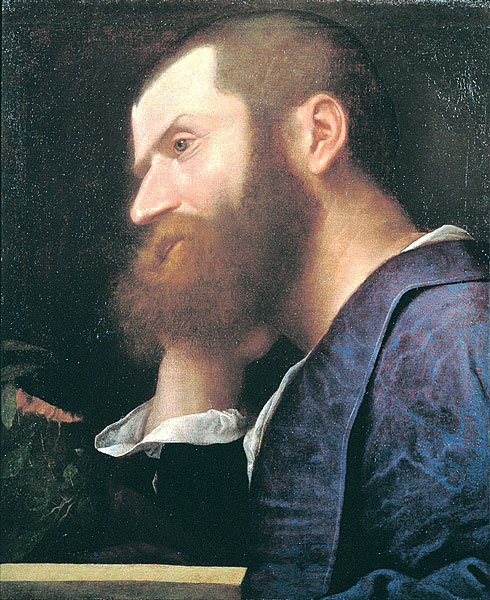
『ピエトロ・アレティーノの肖像』1512年 ピッティ宮殿所蔵
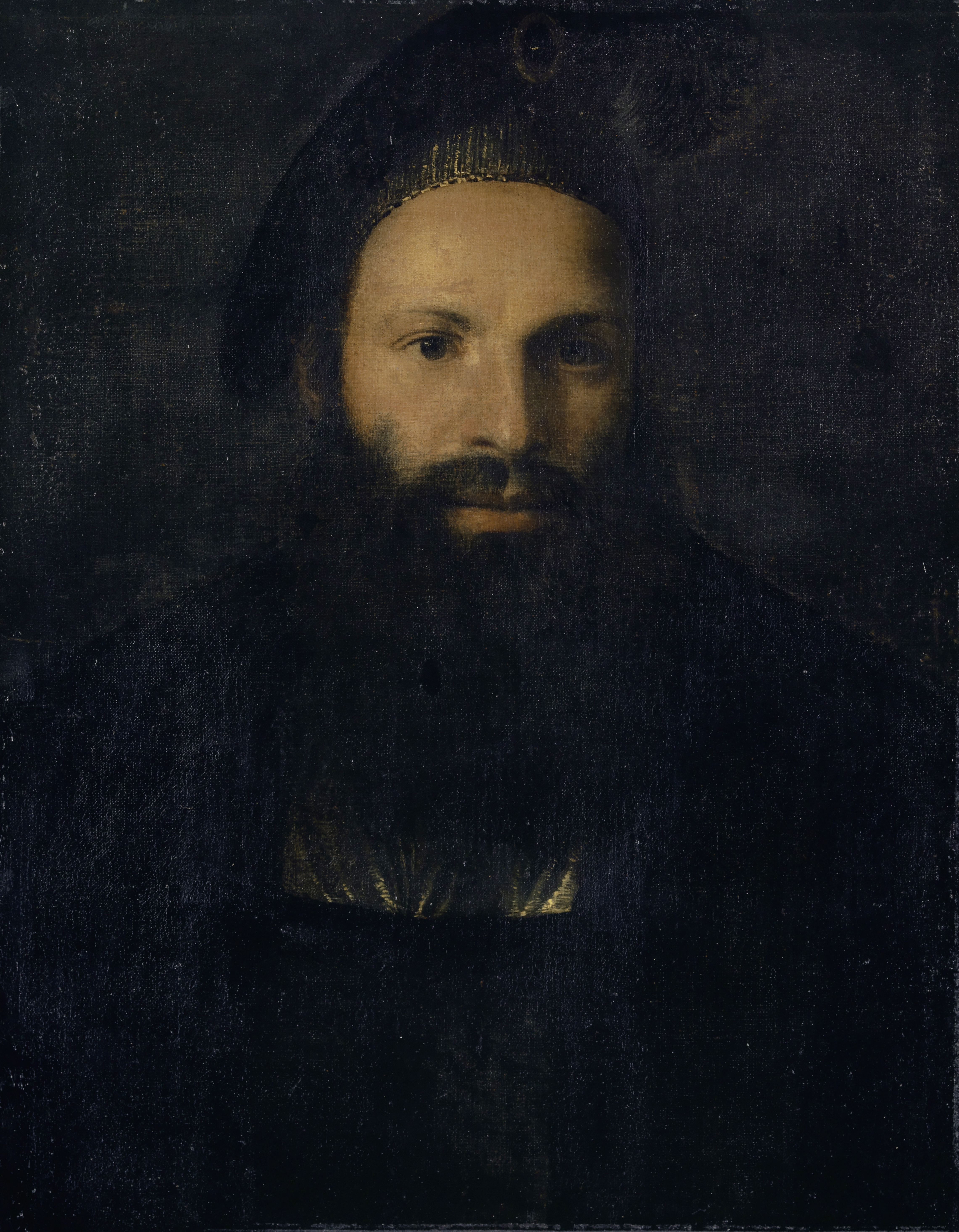
『ピエトロ・アレティーノの肖像』1527年頃 バーゼル市立美術館所蔵
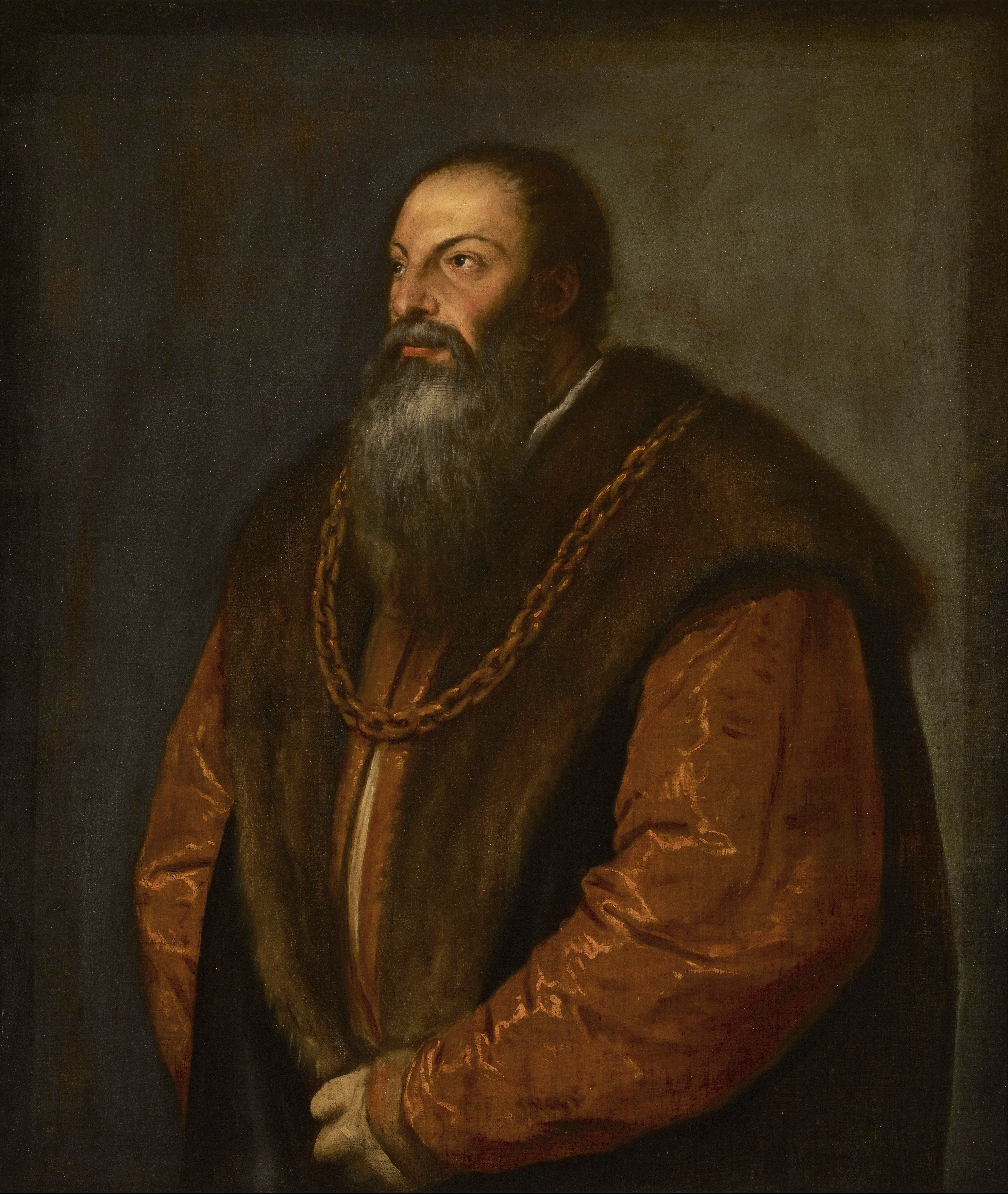
『ピエトロ・アレティーノの肖像』1537年頃 フリック・コレクション所蔵